# Епархия Рокгемптона
Епархия Рокгемптона (лат. Dioecesis Rockhamptoniensis) — епархия Римско-Католической церкви с центром в городе Рокгемптон, Австралия. Епархия Рокгемптона входит в митрополию Брисбена. Кафедральным собором епархии Рокгемптона является собор святого Иосифа.

## История
29 декабря 1882 года Святой Престол учредил епархию Рокгемптона, выделив её из епархии Брисбена. Первоначально епархия Рокгемптона входила в митрополию Сиднея.
10 мая 1887 года епархия Рокгемптона вошла в митрополию Брисбена.
12 февраля 1930 года епархия Рокгемптона передала часть своей территории новой епархии Таунсвилла.

## Ординарии епархии
- епископ Giovanni Cani (3.01.1882 — 3.03.1898)
- епископ Joseph Higgins (21.09.1899 — 3.03.1905), назначен епископом Балларата
- епископ James Duhig (16.09.1905 — 27.02.1912), назначен вспомогательным епископом Брисбена
- епископ Joseph Shiel (19.08.1912 — 7.04.1931)
- епископ Romuald Denis Hayes (12.01.1932 — 25.10.1945)
- епископ Andrew Gerard Tynan (31.03.1946 — 3.06.1960)
- епископ Francis Roberts Rush (7.11.1960 — 5.03.1973), назначен архиепископом Брисбена
- епископ Bernard Joseph Wallace (24.01.1974 — 8.05.1990)
- епископ Brian Heenan (23.07.1991 — 1.10.2013)
- епископ Michael Fabian McCarthy (с 10.03.2014)

## Источник
- Annuario Pontificio, Libreria Editrice Vaticana, Città del Vaticano, 2003, ISBN 88-209-7422-3